# Pixaví nervat
El pixaví nervat (Sympetrum fonscolombii) és una libèl·lula pertanyent a la família Libellulidae del gènere Sympetrum. Es tracta d'una espècie força abundant als Països Catalans.

## Distribució i hàbitat
S'estén per l'Europa central i del sud (incloent la majoria d'illes del Mediterrani), Àfrica, Orient Mitjà i sud-oest d'Àsia (englobant Índia, Sri Lanka i Mongòlia). A Europa és resident al sud, algunes temporades protagonitza migracions cap al nord, arribant a Suècia o Regne Unit. També es pot trobar a les Açores, Madeira i Canàries.
L'hàbitat pot arribar a ser molt divers, ja que presenta un fort caràcter migrador i sovint es poden observar individus molt allunyats de l'aigua on crien. Fins i tot s'han arribat a trobar exemplars sobrevolant el mar. Les nimfes es desenvolupen principalment en aigües estancades.

## Descripció
Similar a les altres espècies del seu gènere i a d'altres com Crocothemis erythraea. Es diferencia pel color blanc o groc dels pterostigmes, delimitats per una línia negra, les potes negres amb una franja longitudinal groga i per la venació alar groga o vermella amb una taca groga a la base, bastant estesa a les ales posteriors i menys a les anteriors. A més la coloració dels ulls varia, la meitat inferior mostra un blau apagat.
El dimorfisme sexual és accentuat: a grans trets, el mascle és vermell, mentre que la femella és groga.
|  |  |  |

## Comportament
Fort comportament migratori. Després de la còpula la parella roman junta durant l'oviposició formant un tàndem. El desenvolupament larval és ràpid, cosa que permet que hi hagi més d'una generació a l'any.